# Христофорівська сільська рада
Христофо́рівська сільська́ ра́да — адміністративно-територіальна одиниця та орган місцевого самоврядування в Баштанському районі Миколаївської області. Адміністративний центр — село Христофорівка.

## Загальні відомості
- Населення ради: 1 061 особа (станом на 2001 рік)

## Населені пункти
Сільській раді підпорядковані населені пункти:
- с. Христофорівка

## Склад ради
Рада складається з 16 депутатів та голови.
- Голова ради: Голуб Тетяна Теодорівна

### Керівний склад попередніх скликань
| Прізвище, ім'я, по батькові | Основні відомості                                                         | Дата обрання | Дата звільнення |
| --------------------------- | ------------------------------------------------------------------------- | ------------ | --------------- |
| Наливаний Василь Федорович  | Сільський голова, 1963 року народження, безпартійний                      | 26.03.2006   | 31.10.2010      |
| Голуб Тетяна Теодорівна     | Сільський голова, 1960 року народження, освіта вища, член Партії регіонів | 31.10.2010   |                 |

Примітка: таблиця складена за даними сайту Верховної Ради України

### Депутати
За результатами місцевих виборів 2010 року депутатами ради стали:

#### За суб'єктами висування
| Суб'єкт висування                                       | Кількість обраних депутатів | %    |
| ------------------------------------------------------- | --------------------------- | ---- |
| Партія регіонів                                         | 7                           | 43,8 |
| Соціалістична партія України                            | 4                           | 25   |
| Комуністична партія України                             | 3                           | 18,8 |
| Народна партія                                          | 1                           | 6,3  |
| Політична партія Всеукраїнське об'єднання «Батьківщина» | 1                           | 6,3  |

#### За округами
| № округу                                                | Прізвище, ім'я, по батькові    | Дата визнання обраним | Освіта             | Партійна приналежність                        | Відомості про обраного депутата                               |
| ------------------------------------------------------- | ------------------------------ | --------------------- | ------------------ | --------------------------------------------- | ------------------------------------------------------------- |
| Комуністична партія України                             |                                |                       |                    |                                               |                                                               |
| 1                                                       | Зікратов Юрій Миколайович      | 01.11.2010            | середня            | член Комуністичної партії України             | Христофорівське лісництво, охоронець                          |
| 8                                                       | Лавер Олександр Петрович       | 01.11.2010            | середня            | член Комуністичної партії України             | Христофорівське лісництво, охоронець                          |
| 12                                                      | Хруставка Сергій Володимирович | 01.11.2010            | середня            | член Комуністичної партії України             | пенсіонер                                                     |
| Народна Партія                                          |                                |                       |                    |                                               |                                                               |
| 5                                                       | Бугай Наталія Анатоліївна      | 01.11.2010            | середня спеціальна | позапартійна                                  | Христофорівська сільська рада, фахівець з соціального захисту |
| Партія регіонів                                         |                                |                       |                    |                                               |                                                               |
| 2                                                       | Озерова Ірина Григорівна       | 01.11.2010            | середня спеціальна | позапартійна                                  | тимчасово не працює                                           |
| 3                                                       | Степаненко Ігор Миколайович    | 01.11.2010            | середня            | позапартійний                                 | пенсіонер                                                     |
| 6                                                       | Руснак Яна Володимирівна       | 01.11.2010            | середня спеціальна | позапартійна                                  | Христофорівська амбулаторія, медичне сестра                   |
| 9                                                       | Мазуренко Олександр Григорович | 01.11.2010            | вища               | позапартійний                                 | Христофорівська загальноосвітня школа, директор               |
| 13                                                      | Новицька Світлана Юріївна      | 01.11.2010            | вища               | позапартійна                                  | Христофорівський ДНЗ «Веселка», завідувач                     |
| 15                                                      | Золотухіна Олена Володимирівна | 01.11.2010            | вища               | позапартійна                                  | Христофорівська сільська рада, інспектор                      |
| 16                                                      | Позіхайло Лідія Василівна      | 01.11.2010            | середня            | позапартійна                                  | тимчасово не працює                                           |
| Політична партія Всеукраїнське об'єднання «Батьківщина» |                                |                       |                    |                                               |                                                               |
| 7                                                       | Іваненко Юрій Петрович         | 01.11.2010            | вища               | член Всеукраїнського об'єднання «Батьківщина» | ФГ «Промінь», фермер                                          |
| Соціалістична партія України                            |                                |                       |                    |                                               |                                                               |
| 4                                                       | Сметанкіна Наталія Василівна   | 01.11.2010            | середня            | позапартійна                                  | тимчасово не працює                                           |
| 10                                                      | Поляк Галина Вікторівна        | 01.11.2010            | середня            | позапартійна                                  | ПП «Поляк», приватний підприємець                             |
| 11                                                      | Поляк Олександр Дмитрович      | 14.11.2010            | середня            | позапартійний                                 | тимчасово не працює                                           |
| 14                                                      | Широкова Олена Валеріївна      | 01.11.2010            | вища               | позапартійна                                  | Христофорівський ДНЗ «Веселка», вихователь                    |

## Населення
Згідно з переписом УРСР 1989 року чисельність наявного населення сільської ради становила 1513 осіб, з яких 707 чоловіків та 806 жінок.
За переписом населення України 2001 року в сільській раді мешкало 1056 осіб.

### Мова
Розподіл населення за рідною мовою за даними перепису 2001 року:
| Мова       | Відсоток |
| ---------- | -------- |
| українська | 93,31 %  |
| російська  | 3,77 %   |
| молдовська | 1,51 %   |
| вірменська | 1,04 %   |
| білоруська | 0,19 %   |
| румунська  | 0,09 %   |